# Pilea nummulariifolia
Pilea nummulariifolia — багаторічна ампельна вічнозелена трав'яниста рослина, широко відома як повзучий Чарлі, родом з Карибського басейну (включаючи штат Флорида) та північної частини Південної Америки. Її можна вирощувати в приміщенні, наприклад, у підвісному горщику.
Пересадку для рослин у горщиках рекомендується робити щорічно, навесні, у нейтральний або слабокислий ґрунт. Добре підійде суміш торфу, піску, дернової і перегнійної землі по чверті кожної. Так як коренева система мичкувата, потрібен достатній дренаж, аби земля не «закисала». Добре розмножується живцюванням, пагін завдовжки 5-10 см укорінюють у воді, піску або пухкому ґрунті.
Весною-влітку пілею монетолисту рекомендується підживлювати двічі на місяць універсальним комплексним добривом для декоративних кімнатних рослин. Взимку також можна удобрювати, але не частіше ніж раз на місяць.

## Image gallery

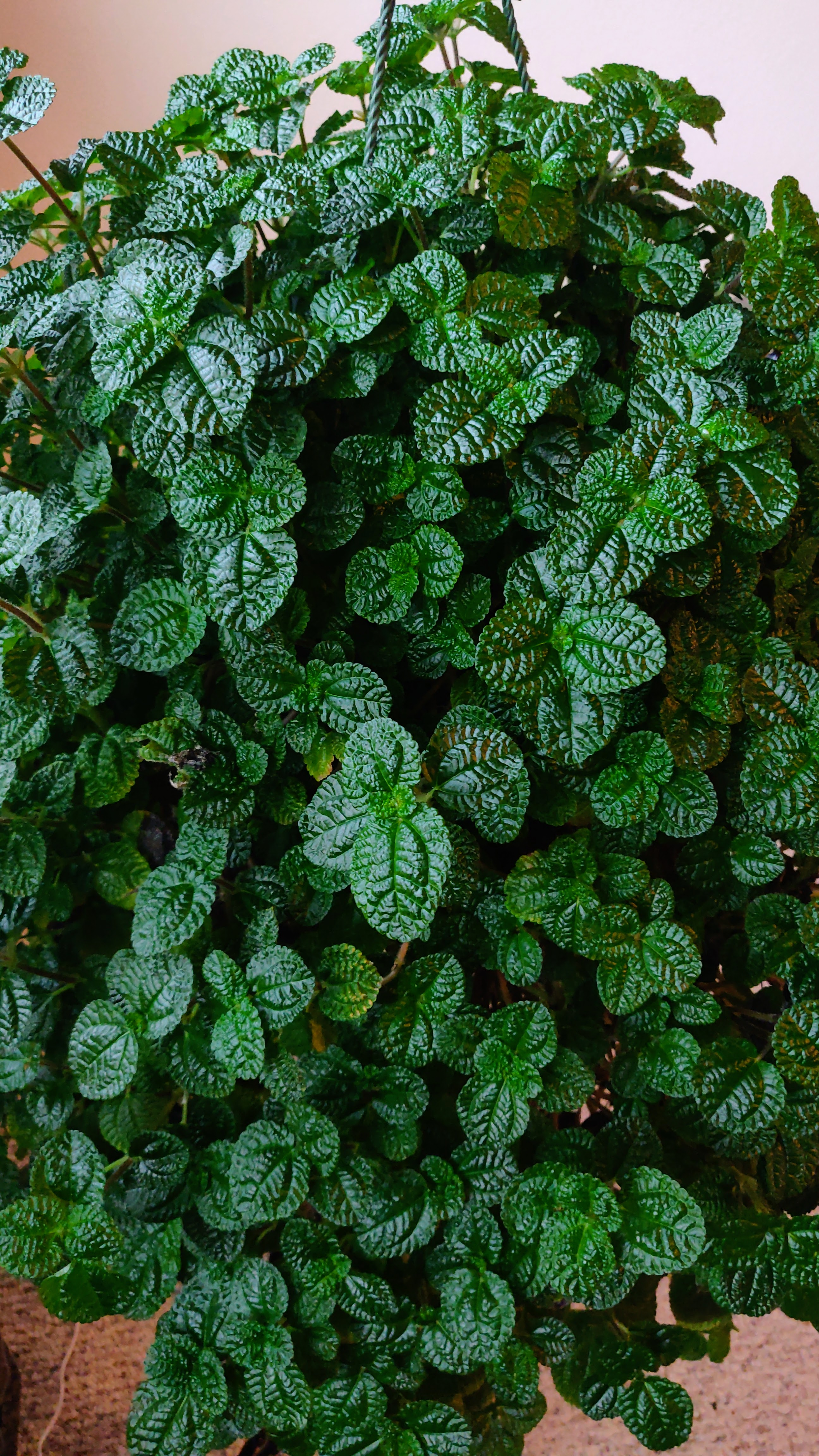
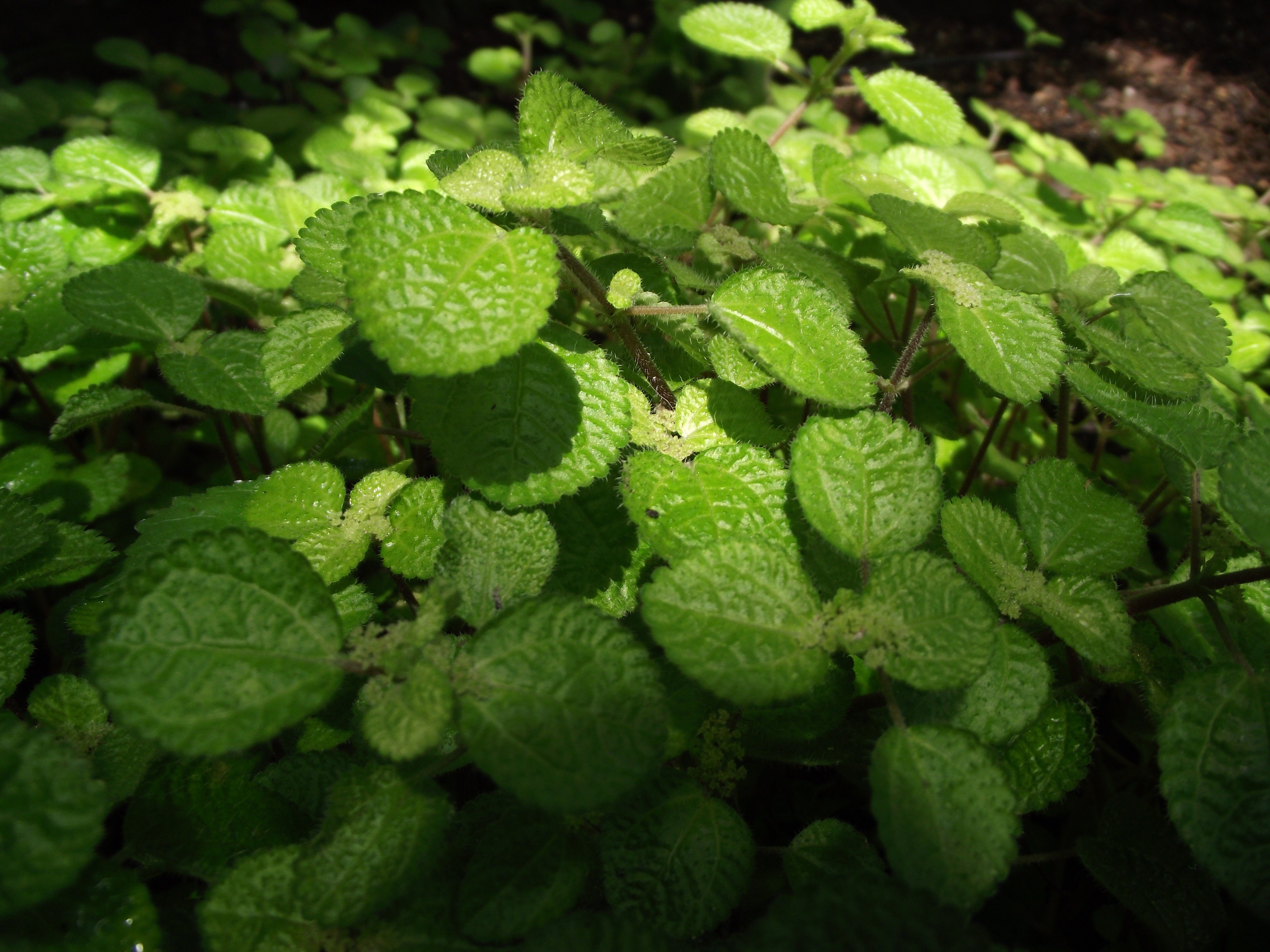
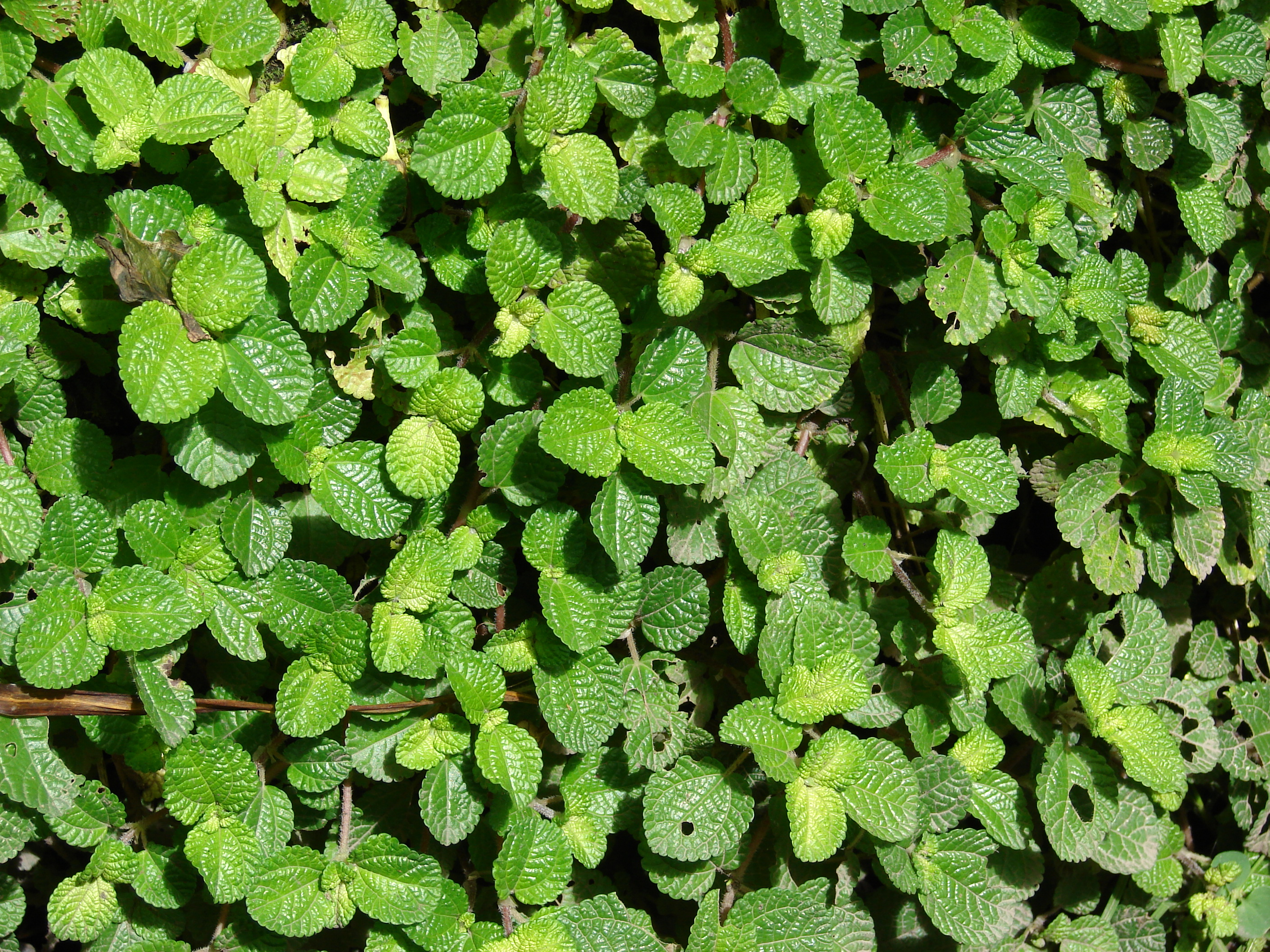